# Instituto Nacional de Educación Física de Cataluña (Barcelona)

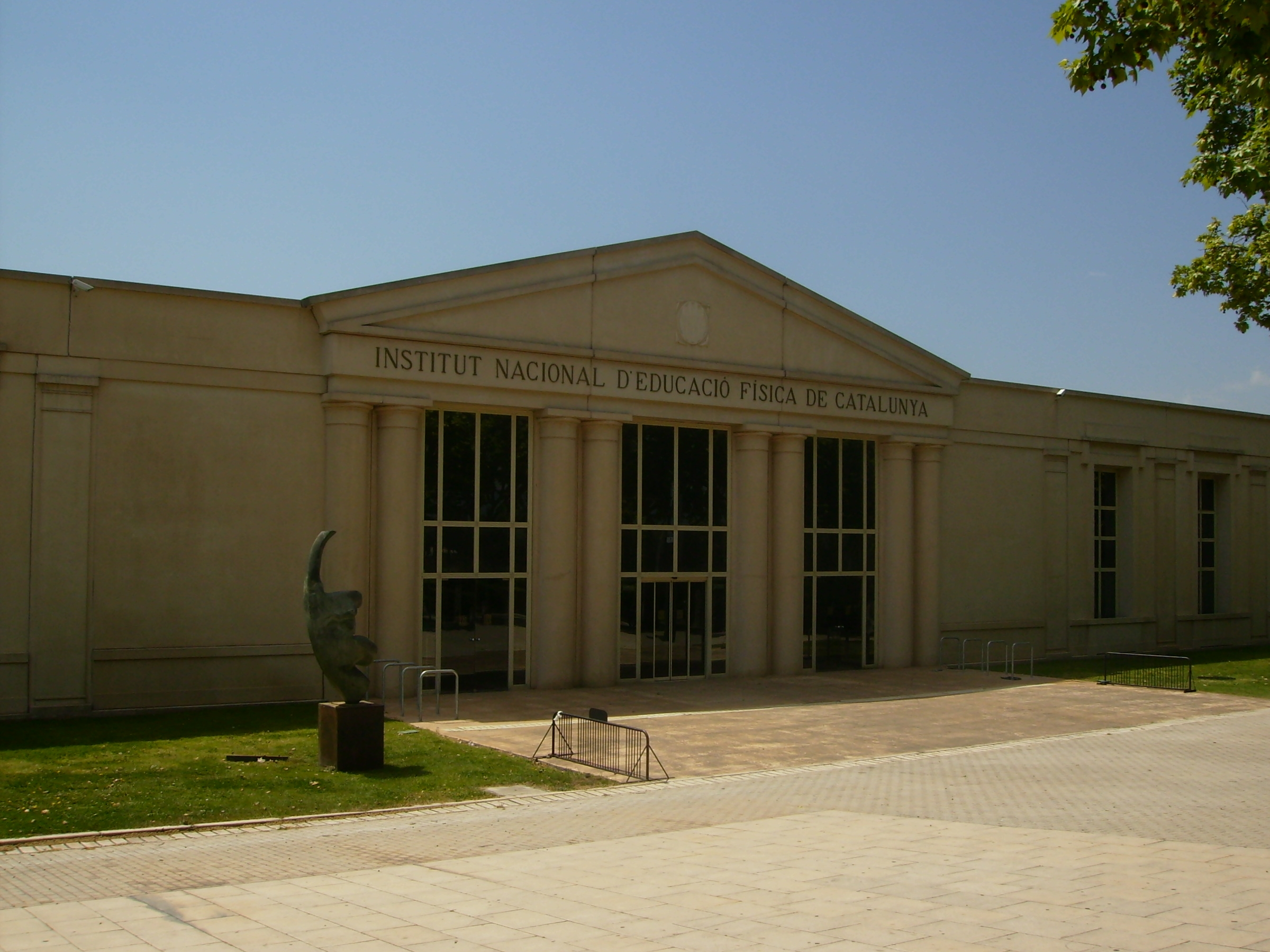
Edificio del INEFC en Barcelona.

El edificio del Instituto Nacional de Educación Física de Cataluña en Barcelona (en catalán: Institut Nacional d'Educació Física de Catalunya), conocido por sus siglas INEFC, es una de las dos instalaciones del Instituto Nacional de Educación Física en Cataluña, estando la otra en Lérida. Es un organismo autónomo de la Generalidad de Cataluña, que tiene como finalidad la formación, la especialización y el perfeccionamiento de licenciados en educación física y deporte, y también la investigación científica y la divulgación de sus trabajos o estudios para la formación. Está ubicado al oeste del Área Olímpica de Montjuic. 
Su principal función es la de promover la enseñanza y práctica de la Educación Física en Cataluña, así como la formación académica en las áreas de gestión deportiva, salud y condición física y de rendimiento físico.

## Historia
Es obra del arquitecto Ricardo Bofill y fue ejecutado por la constructora catalana Copisa. Los trabajos de construcción del edificio comenzaron en abril de 1988 y se prolongaron hasta junio de 1991. El 21 de junio de 1991 se inaugura el edificio, a cargo del presidente de la Generalidad de Cataluña, Jordi Pujol Soley. 
En 1992 albergó las competiciones de lucha olímpica de los XXV Juegos Olímpicos.
Ha organizado algunos eventos deportivos: campeonatos españoles y catalanes de gimansia artística, el Campeonato Mundial Júnior de Lucha de 1991. Así como numerosos congresos, asambleas y seminarios relacionados con el deporte.
Desde 1993 organiza anualmente los Cursos d’Estiu de l’Educació Física i l’Esport (en español, Cursos de Verano de la Educación Física y el Deporte) para niños y jóvenes.